# Леа Рікарт Мартінес
Леа Рікарт Мартінес (16 січня 2001) — андоррська плавчиня. Учасниця Чемпіонату світу з водних видів спорту 2017, де в попередніх запливах на дистанції 50 метрів вільним стилем посіла 63-тє місце і не потрапила до півфіналу.